# Nausimedonte
Nella mitologia greca, Nausimedonte era il nome di uno dei figli di Nauplio e di Climene, la figlia di Catreo.

## Il mito
Fratello di Palamede e di Eace.
La sua fine è incerta anche se si narra di come Pilade, amico di Oreste, abbia ucciso tutti i figli di Nauplio e quindi, morto in precedenza Palamede, uccise i due rimanenti: Nausimedonte e Eace.